# Dweezil Zappa
Dweezil Zappa (5 de setembro de 1969) é um guitarrista estadunidense.
Ele é um dos quatro filhos de Frank Zappa.
Foi por 3 vezes indicado ao Grammy Awards, na categoria "Best Rock Instrumental Performance", com 1 conquista.

## Discografia

### Solo
- 1982 - My Mother Is a Space Cadet
- 1986 - Havin' a Bad Day
- 1988 - My Guitar Wants to Kill Your Mama
- 1991 - Confessions
- 2000 - Automatic
- 2006 - Go with What You Know

### ComAhmet Zappa
- 1994 - Shampoohorn
- 1996 - Music For Pets

### ComZappa Plays Zappa
- 2008 - Zappa Plays Zappa
- 2010 - Return Of The Son Of...
- 2011 - In The Moment

## Grammy Awards

### Canções
| Ano  | Canção               | Indicação                          | Resultado | Observação                                                                                     | Ref.  |
| ---- | -------------------- | ---------------------------------- | --------- | ---------------------------------------------------------------------------------------------- | ----- |
| 1988 | Wipe Out             | Best Rock Instrumental Performance | Indicado  | Musica performada por Herbie Hancock, Dweezil Zappa e Terry Bozzio – "Wipe Out"                | [ 1 ] |
| 2009 | Peaches en Regalia   | Best Rock Instrumental Performance | Venceu    | Musica performada por Zappa Plays Zappa, com participação de Steve Vai e Napoleon Murphy Brock | [ 2 ] |
| 2011 | The Deathless Horsie | Best Rock Instrumental Performance | Indicado  |                                                                                                | [ 3 ] |